# كاثرين سوفي درير
كاثرين سوفي درير (بالإنجليزية: Katherine Dreier)‏ هي رسامة أمريكية، ولدت في 10 سبتمبر 1877 في بروكلين في الولايات المتحدة، وتوفي بنفس المكان في 29 مارس 1952.

## وصلات خارجية
- كاثرين سوفي درير على موقع الموسوعة البريطانية (الإنجليزية)